# Bertram Winde
Bertram Winde (* 1. Februar 1926 in Bautzen; † 2. März 2020 in Chemnitz) war ein deutscher Physiker. Er war von 1961 bis 1963 kommissarischer Leiter des Amtes für Kernforschung und Kerntechnik der DDR. Seit 1973 war er Hochschuldozent und ab 1985 außerordentlicher Professor an der TH/TU Karl-Marx-Stadt.

## Leben
Winde studierte Physik an der Martin-Luther-Universität in Halle (Saale) und später bei Robert Rompe an der Humboldt-Universität zu Berlin. Er wurde Mitglied der SED. Sein besonderes Interesse galt der Kernphysik. Er promovierte 1954.
Mit der Schaffung des Amtes für Kernforschung und Kerntechnik der DDR (AKK) als Pendant zum Atomministerium in der BRD wurde Winde dort Hauptabteilungsleiter für Forschung und Entwicklung. Von 1961 bis 1963 war er kommissarischer Leiter des Amtes. Für die Beratung bei der Planung und Koordinierung der Forschungs- und Entwicklungsaufgaben – primär die Sicherung der Energieversorgung durch Errichtung von Atomkraftwerken – wurde beim AKK zusätzlich ein Wissenschaftlicher Rat für die friedliche Anwendung der Atomenergie gebildet. Winde war als Mitglied dieses Rates seit 1958 Leiter der Isotopenkommission und seit 1960 auch Mitglied in der Kommission Kernenergie.
In seine Amtszeit als kommissarischer Leiter des AKK fällt auch die Unterzeichnung eines „Abkommens über die erweiterte Zusammenarbeit auf dem Gebiet der Kernphysik, der Reaktortechnik und der Herstellung radioaktiver Isotope“ am 28. Dezember 1961 zwischen der DDR und der UdSSR. Dieses Abkommen bildete die Basis für die weitere Nutzung der Kernenergie in der DDR.
Nach der Auflösung des AKK war Winde von 1967 bis 1973 Direktor des Zentralinstituts für Information und Dokumentation (ZIID). Ab 1973 war Winde Hochschuldozent für Experimentalphysik an der TH/TU Karl-Marx-Stadt, wo er 1983 mit der Arbeit "Zur Physik und technischen Anwendung harter Kohlenstoff- und Bor/Stickstoff-Schichten" habilitiert wurde. Am 1. September 1985 wurde er zum Außerordentlichen Professor für Festkörperphysik berufen. Am 30. September 1991 wurde er emeritiert.
Neben der wissenschaftlichen Arbeit war er Autor mehrerer populärwissenschaftlicher Bücher.
Winde war verheiratet und hatte drei Söhne. Er war u. a. Mitglied der Pirckheimer-Gesellschaft.

## Werke
- Bertram Winde: Über die wandstabilisierte Hochdruckentladung in schweren Edelgasen, Humboldt-Universität Berlin, Mathematisch-naturwissenschaftliche Fakultät, Dissertation vom 19. Juli 1955. Auch in: Wissenschaftliche Zeitschrift der Humboldt-Universität zu Berlin. Math.-naturwiss. Reihe. Jg. 4. 1954/55, H. 5
- Robert Rompe, Karl Rademacher und Bertram Winde: Der vierte Aggregatzustand: Eine Einführung in die Plasmaphysik, Urania-Verlag Leipzig und Jena, 1957
- Bertram Winde und Lotar Ziert: Organisation der Kernforschung und Kerntechnik in der Deutschen Demokratischen Republik, VEB Dt. Verl. f. Grundstoffindustrie Leipzig, 1961
- Bertram Winde: Kernforschung und Kerntechnik in der Deutschen Demokratischen Republik, Berlin-Niederschöneweide, Amt für Kernforschung und Kerntechnik, 1961
- Bertram Winde: Information - Schlüssel zum Wissen, Methoden und Probleme der wissenschaftlich-technischen Information, Urania-Verlag Leipzig, Jena, Berlin, 1972
- Bertram Winde: Zur Physik und technischen Anwendung harter Kohlenstoff- und Bor/Stickstoff-Schichten. Hochschulschrift: Karl-Marx-Stadt, Techn. Hochsch., Diss. B, 1983
- Bertram Winde und Joachim Heim: Technik en miniature : Stippvisite bei der Mikrotechnik, ISBN 3-332-00216-3, 1988